# Rehburg-Loccum
Rehburg-Loccum – miasto w Niemczech, w kraju związkowym Dolna Saksonia, w powiecie Nienburg (Weser).

## Zobacz też

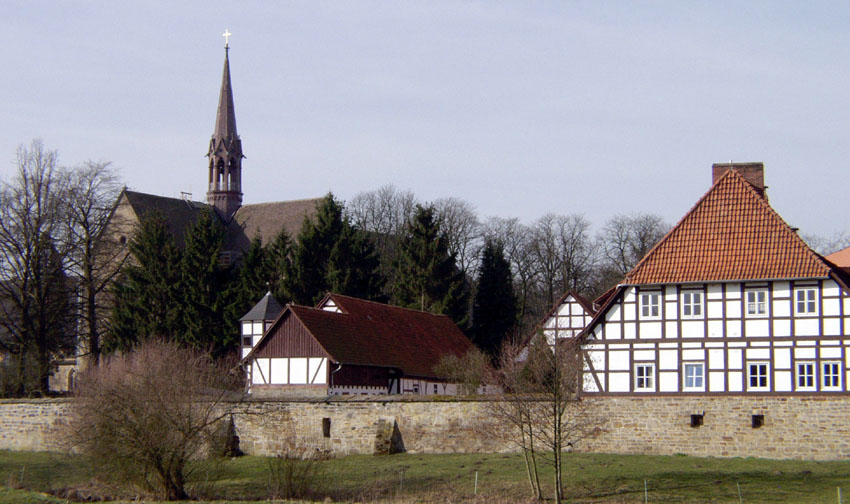
Klasztor cystersów, założony w 1163 r.